# Additivt talsystem
Et additivt talsystem er et talsystem, hvor værdien af et tal udtrykkes ved at addere værdierne af tallets enkelte cifre. Cifrenes position i tallet spiller i princippet ikke nogen rolle, da et ciffer har samme værdi, uanset hvor det er placeret i tallet. Dette er modsat af, hvad der er tilfældet i et positionstalsystem, og af denne grund er der ikke behov for tallet nul i et additivt system.
Et simpelt eksempel på et additivt talsystem er "havelåge"-systemet, som er et unært system, hvor der kun er et ciffer, hvilket almindeligvis er den lodrette streg "|". Et tal fremstilles som en følge af streger, således at et tals værdi svarer til antallet af streger. Det decimale tal 3 skrives eksempelvis som ||| i dette system. Denne skrivemåde bliver hurtigt uoverskuelig, når det gælder større tal, hvorfor der opstår behov for at indføre yderligere symboler i et additivt talsystem.

## Beregninger
I et additionssystem er sammenlægning af tal en simpel operation, der kun indebærer at samle alle cifre i de tal, som skal lægges sammen, til et enkelt tal. Har talsystemet symboler for højere værdier, grupperes de lavere værdier dernæst og erstattes med den højere værdi. Der benyttes ikke mente som i et positionssystem. 
Vanskeligheden ved additionssystemer viser sig ved, at multiplikation, brøkregning og i almindelighed al højere matematik er særdeles vanskelige operationer. Desuden bliver det vanskeligere at arbejde med systemet, når tallene bliver meget store, fordi de enten bliver meget lange, der må indføres stadig flere nye symboler eller der må arbejdes med omstændelige multiplikatorer.

## Eksempler på additive talsystemer
Det egyptiske talsystem i det gamle Egypten var et additivt og decimalt system med symboler for tallene 1, 10, 100, 1.000, 10.000, 100.000 og 1.000.000. Systemet kunne behandle rationale tal i form af stambrøker ved hjælp af et særligt symbol.
Talsystemet i Babylonien var en kombination af et positionstalsystem med grundtallet 60 og et additivt system med 10 som grundtal. Et tilsvarende talsystem fandtes hos mayaerne, hvor der var et overordnet positionssystem med grundtallet 20, men hvor de enkelte cifre vistes i et additivt system med grundtallet 5. Dette system var bemærkelsesværdigt ved at have et symbol for tallet nul. 
Også romertallene repræsenterer et additivt system. Det har de syv cifre I, V, X, L, C, D og M, der svarer til værdierne 1, 5, 10, 50, 100, 500 og 1000. Bortset fra den modificerede skrivemåde med subtraktion, når et mindre ciffer står foran et større, spiller rækkefølgen af romertallene ingen rolle for tallets værdi, omend det er sædvanligt at ordne cifrene fra højre mod venstre efter stigende værdi. Principielt er imidlertid de tre tal XII, IXI, IIX ækvivalente og udtrykker decimaltallet 12 (2*1+10).